# Куклен
Ку́клен (болг. Куклен) — місто в Пловдивській області Болгарії. Адміністративний центр общини Куклен.

## Населення
За даними перепису населення 2011 року у місті проживали 5858 осіб.
Національний склад населення міста:
| Національність   | Кількість осіб | Відсоток |
| ---------------- | -------------- | -------- |
| болгари          | 3061           | 56,3%    |
| турки            | 1749           | 32,2%    |
| цигани           | 516            | 9,5%     |
| інша             | 12             | 0,2%     |
| не визначились   | 98             | 1,8%     |
| Всього відповіли | 5436           |          |

Розподіл населення за віком у 2011 році:
Динаміка населення: